# Boda de Carlos Felipe de Suecia y Sofía Hellqvist
La boda del príncipe Carlos Felipe, duque de Varmland y Sofía Hellqvist sucedió en 13 de junio de 2015 la Capilla Real de Palacio Real de Estocolmo en Suecia.

## Antecedentes
Carlos Felipe es el segundo hijo del rey Carlos XVI Gustavo de Suecia y la reina Silvia. El príncipe había tenido una relación de casi diez años con Emma Pernald que finalizó en el 2009.  Por su parte, Sofía es la segunda hija del matrimonio entre Erik Oscar Hellqvist y Marie Britt Rotman. 
La pareja se conoció en Bastad en el año de 2009, cuando Sofía todavía vivía en Estados Unidos. En el otoño del mismo año, se mudó a Suecia y su relación se hizo pública en enero del año siguiente. En 2011, se mudaron a un apartamento en Djurgarden, una península cerca de Estocolmo, después de convivir algún tiempo en el apartamento del príncipe Carlos Felipe en el Palacio Real de Estocolmo.
En un primer momento la sociedad sueca y la familia real no vieron con buenos ojos la relación ya que Sofía había participado en diversos programas de televisión. 
Se comprometieron el 27 de junio de 2014 y se reunieron con la prensa en los jardines del Palacio Real. 

### Celebraciones previas
El 17 de mayo de 2015, en la Capilla Real se celebraron las amonestaciones previas a la boda con la presencia de ambas familias. El mismo día, el tribunal anunció que Sofia Hellqvist después de la boda pasaría a ser tratada como la princesa Sofía, duquesa de Varmland.

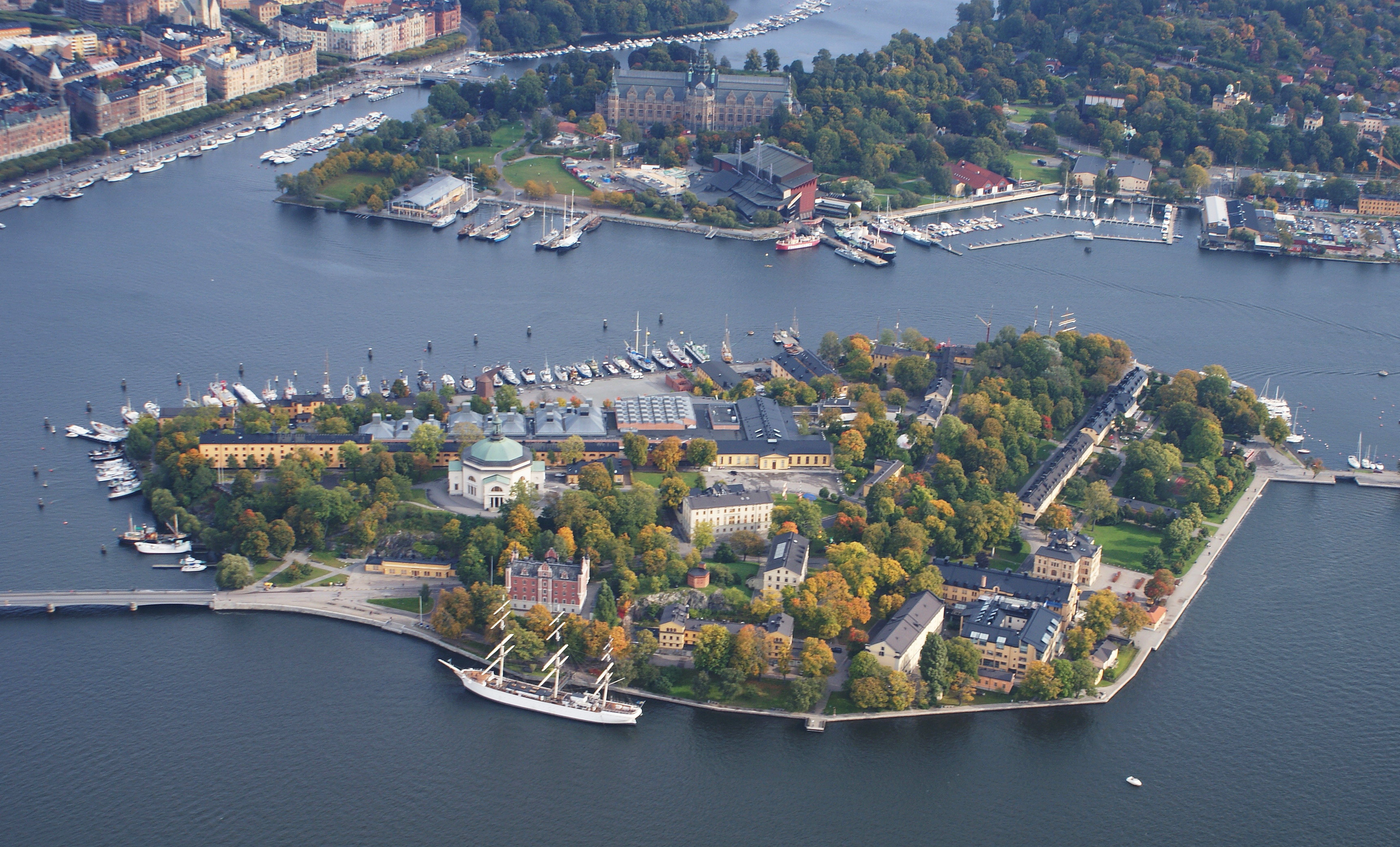
Isla de Skeppsholmen

El viernes 12 de junio se celebró una cena previa a la boda en la isla de Skeppsholmen a donde asistieron familiares, amigos y miembros de casas reales extranjeras. 

## Boda
La boda tuvo lugar el sábado 13 de junio a las 16:30 horas Capilla Real de Palacio de Estocolmo. La ceremonia estuvo a cargo del reverendo Lars-Göran Lönnermark, obispo emérito y capellán principal de la corte, y el reverendo Michael Bjerkhagen, capellán de la corte y rector de la parroquia de la corte real.
Carlos Felipe entró al templo acompañado de su amigo Jan-Ake Hansson mientras que Sofía lo hizo del brazo de su padre, Erik Oscar Hellqvist. 

###### Vestimenta
Sofía lució un vestido de novia diseñado por la sueca Ida Sjöstedt. El vestido era de tres tonos de blanco y estaba confeccionado crêpe en seda que duplicaba con el italiano organza. El vestido y la cola estaban adornados con encaje de alta costura. El velo estaba hecho de fino tul con apliques de encaje de algodón transparente. El ramo nupcial de Sofía estaba formado por rosas y mirto. Siguiendo la tradición del ramo de bodas de la familia real, el mirto procede de los terrenos de Castillo de Sofiero. Sofía llevaba una tiara de diamantes y esmeraldas regalada por el rey y la reina. 

###### Damas de honor
- Princesa Estela de Suecia, duquesa de Östergötland

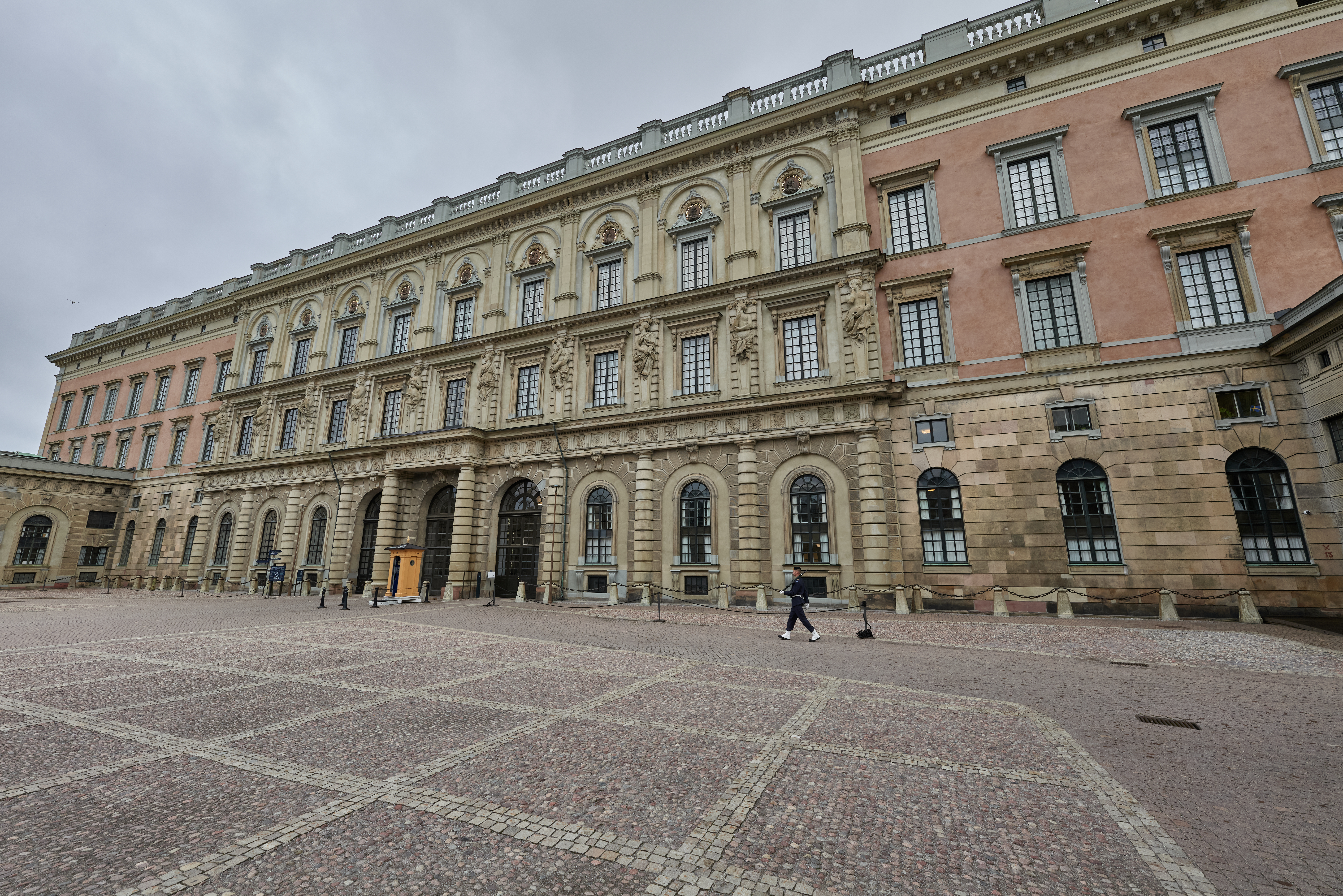
Palacio Real de Estocolmo

- Anaïs Sommerlath
- Chloé Sommerlath
- Tiara Larsson

###### Banquete
Después de la ceremonia los novios recorrieron las calles principales de Estocolmo en carruaje y posteriormente saludaron desde el balcón del Palacio Real, donde también se celebró el banquete.
Durante el baile hubo actuaciones de Avicii and Icona Pop. 

## Invitados

### Familia real sueca
- Rey Carlos XVI Gustavo y reina Silvia
  - Princesa heredera Victoria y príncipe Daniel, duques de Västergötland
    - Princesa Estela, duquesa de Östergötland

  - Princesa Magdalena y señor Christopher O'Neill
    - Princesa Leonor, duquesa de Gotland
- Princesa Margarita, señora Amber
  - Baronesa Sybilla von Dincklage
  - James y Ursula Ambler
- Princesa Brígida, princesa viuda de Hohenzollern
  - Désirée y Eckbert von Bohlen y Halbach
  - Príncipe Hubertus y princesa Ute María de Hohenzollern
- Princesa Désirée y barón Niclas Silfverschiöld
  - Barón Carl Silfverschiöld
  - Baronesa Christina Louise y barón Hans De Geer
  - Baronesa Hélène Silfverschiöld y señor Fredrik Dieterle
- Princesa Cristina y señor Tord Magnuson
  - Señor Gustaf y señora Vicky Magnuson
  - Señor Oscar y señora Emma Magnuson
  - Señor Victor Magnuson y señorita Frida Bergström
- Marianne Bernadotte
- Conde Bertil y condesa Jill Bernadotte de Wisborg
- Señora Dagmar von Arbin
- Condesa Bettina Bernadotte de Wisborg y el señor Philipp Haug
  - Señor Emil Bernadotte de Wisborg

### Familia Sommerlath
- Ralf de Toledo Sommerlath y Charlotte de Toledo Sommerlath
- Carmita Sommerlath Baudinet y Pierre Baudinet
- Chloé Rodrigues de Chennevière
- Thomas de Toledo Sommerlath y Bettina Aussems
- Tim de Toledo Sommerlath y Kristina de Toledo Sommerlath
- Philip de Toledo Sommerlath
- Giulia de Toledo Sommerlath
- Walther L. Sommerlath e Ingrid Sommerlath
- Patrick Sommerlath y Maline Sommerlath
- Leopold Lundén Sommerlath
- Chloé Sommerlath
- Anaïs Sommerlath
- Helena Christina Sommerlath y Jan Sohn
- María Salles Souto Ferreira

### Familia Hellqvist
- Erik Hellqvist y Marie Hellqvist
  - Lina Hellqvist y Jonas Frejd
  - Sara Hellqvist y Oskar Bergman
- Britt Rotman
- Anders Rotman y Laila Rönn Rotman
- Victor Rotman y Eleonora Caiazza
- Johan Rotman
- Lena Rotman y Peter Nygren
- Hanna Nygren
- Andreas Nygren
- Lars Hellqvist e Irena Hellqvist
- Daniel Hellqvist
- Martín Hellqvist

### Casas reales reinantes

###### Dinamarca
- Reina Margarita II
  - Príncipe heredero Federico y princesa heredera María
  - Príncipe Joaquín y princesa María

###### Noruega
- Reina Sonia
  - Príncipe heredero Haakon y princesa heredera Mette-Marit
  - Princesa Marta Luisa y señor Ari Behn

###### Países Bajos
- Reina Máxima

###### Bélgica
- Reina Matilde

###### Reino Unido
- Conde Eduardo y condesa Sofía de Wessex

### Casas reales no reinantes
- Príncipe Nicolás y princesa Tatiana de Grecia y Dinamarca
- Príncipe Leopoldo y princesa Úrsula de Baviera
  - Príncipe Manuel y princesa Ana de Baviera
- Príncipe heredero de Sajonia-Coburgo y Gotha

## Otros datos
El príncipe Carlos Felipe y la princesa Sofía han tenido tres hijos:
- Príncipe Alejandro, duque de Södermanland (19 de abril de 2016) [10]
- Príncipe Gabriel, duque de Dalarna (31 de agosto de 2017)[11]
- Príncipe Julián, duque de Halland (26 de marzo de 2021)[12]

Tras su matrimonio la familia residió en el Palacio de Rosendal y en el año 2016 se trasladaron al palacio de Drottningholm. Actualmente residen en Villa Solbacken, residencia que anteriormente había pertenecido al príncipe Bertil y la princesa Lilian. 